# Heinrich Franz von Rottenhan

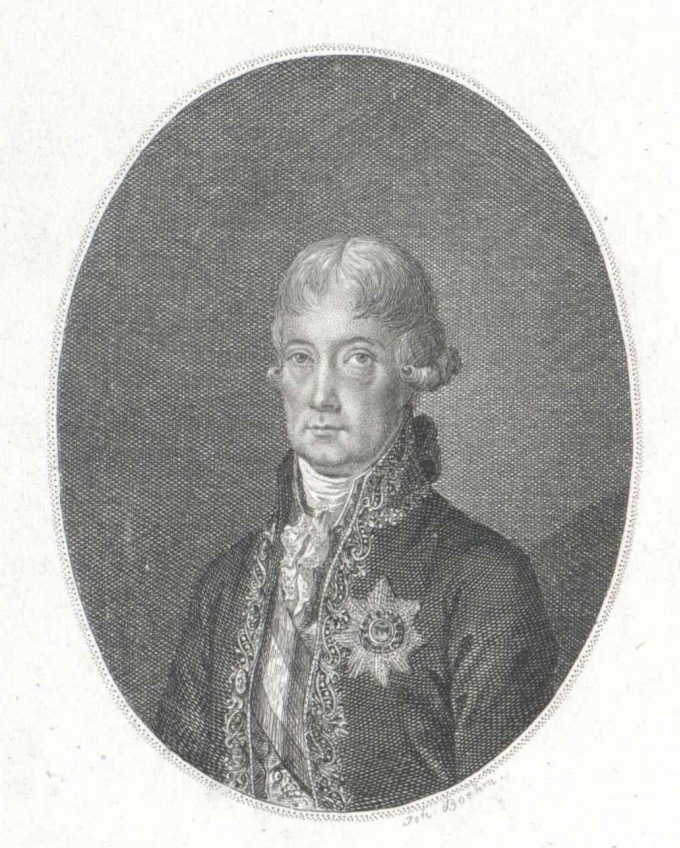
Heinrich Franz Graf von Rottenhan

Heinrich Franz Graf von Rottenhan (* 3. September 1738 in Bamberg, (Dompfarrei); † 14. Februar 1809 in Wien) war Verwaltungsjurist, Förderer der wirtschaftlichen Entwicklung in Westböhmen, Präsident der Obersten Justizstelle und Hofkommissar für Gesetzgebung in Böhmen und Österreich.

## Leben
Heinrich Franz (ab 1771 Freiherr, ab 1774 Reichsgraf) von Rottenhan aus dem Adelsgeschlecht Rotenhan war der älteste Sohn des Johann Alexander von Rottenhan (1710–1791) auf Schloss Untermerzbach in Unterfranken, fürstbischöflich Bambergischer Obersthofmeister und Geheimer Rat, welcher 1771 die Herrschaft Rothenhaus (Červený Hrádek (Jirkov)) in Westböhmen kaufte, und dessen ersten Ehefrau Maria Johanna Amalia, geborene Freiin von Sickingen (1716–1740), Tochter des kurpfälzischen Obristkämmerers und Ministers Johann Ferdinand von Sickingen (1664–1719).

## Ausbildung und Ämter
Von Rottenhan studierte Rechtswissenschaften und wurde von der Georg-August-Universität Göttingen zum Dr. iur. promoviert.
Er trat zunächst in die Dienste des Hochstifts Bamberg und war von 1760 bis 1772 Oberamtmann im Oberamt Lichtenfels.
Danach wechselte er in habsburgische Dienste. 1769 wurde er in Wien zum Wirklichen Kämmerer ernannt, 1776 wurde Heinrich Franz von Rottenhan in Wien Beamter des Landesguberniums für Galizien. Um ihn zu ehren und seine Protektion zu sichern, wurde von Ansiedlern eine Ortsgründung in Galizien Rottenhan genannt.
1782 wurde er Hofrat der Österreich-Böhmischen Hofkanzlei, 1786 Regierungspräsident in Linz, 1791 Oberstburggraf und Gubernium-Präsident in Prag (das höchste Regierungsamt in Böhmen).
1796 wurde er in Wien Mitglied des Staatsrats, 1804 Präsident der Obersten Justizstelle (Justizminister) und 1808 Hofkommissar für Gesetzgebung.
1801 übernahm Rottenhan die Kanalkommission der Hofkammer zur Errichtung des Wiener Neustädter Kanals.

### Wirken
Er gilt als Anhänger des Jansenismus, Befürworter der Ordensgemeinschaft der Josephiner und versuchte mit Härte die Einflüsse, welche die Französische Revolution auf die Untertanen ausübte, zurückzudrängen.
Er beteiligte sich an den Kodifikationen und Reformen der Lehrpläne des Unterrichts in österreichischen Schulen.
Der Historiker Hermann Schüttler listet ihn in seinem Buch „Die Mitglieder des Illuminatenordens“ (München, 1991), als dem Geheimbund zugehörig auf, kann jedoch keinen Nachweis für seinen Ordensnamen und die Zeit seiner Mitgliedschaft erbringen.

## Ansässigkeit auf Schloss Rothenhaus und Schloss Jemnischt in Böhmen
Von seinem Vater übernahm Heinrich Franz Graf von Rottenhan die Herrschaft Rothenhaus (Červený Hrádek (Jirkov)) in Westböhmen, setzte die industrielle Entwicklung des Herrschaftsgebietes fort, gründete die Eisenhütte Gabrielahütten (Gabrielina Hut) im Erzgebirge und förderte mit dem Badearzt Bernhard Adler die Gründung des Kurortes Franzensbad (Frantiskovy Lazne) bei Eger (Cheb).
Er war in erster Ehe mit Auguste Elisabeth Freiin von Sickingen verheiratet. Durch seine zweite Ehe, geschlossen am 22. September 1773 in Prag mit Maria Gabriele Czernin von Chudenitz (* 1747, † 1806), Witwe des Josef Wenzel Graf von Trauttmansdorff-Weinsberg, auf Jemnischt (Schloss Jemniště) wurde er Inhaber der Herrschaft Jemnischt bei Beneschau (Benešov), südlich von Prag.

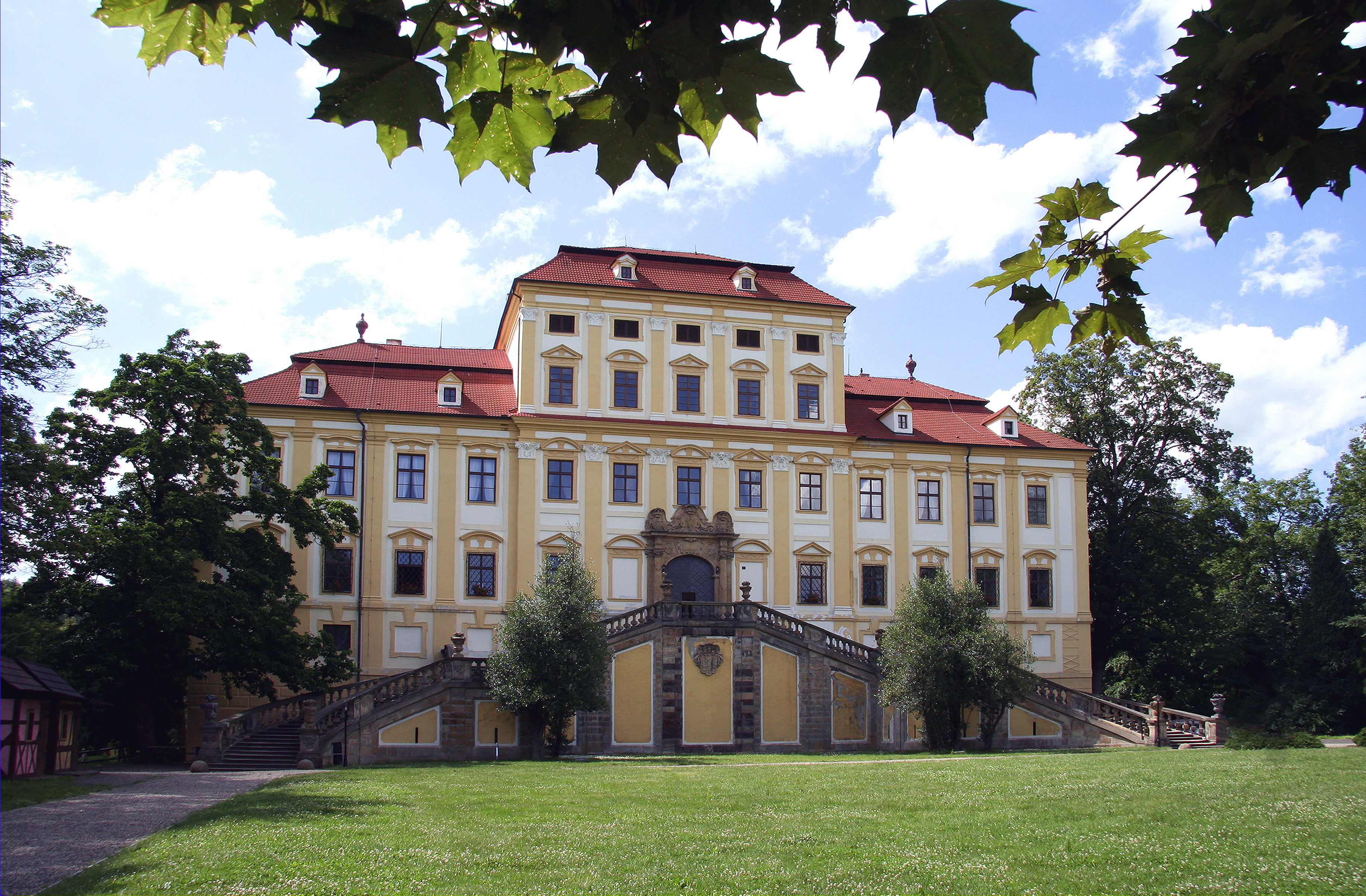
Schloss Rothenhaus, Westböhmen
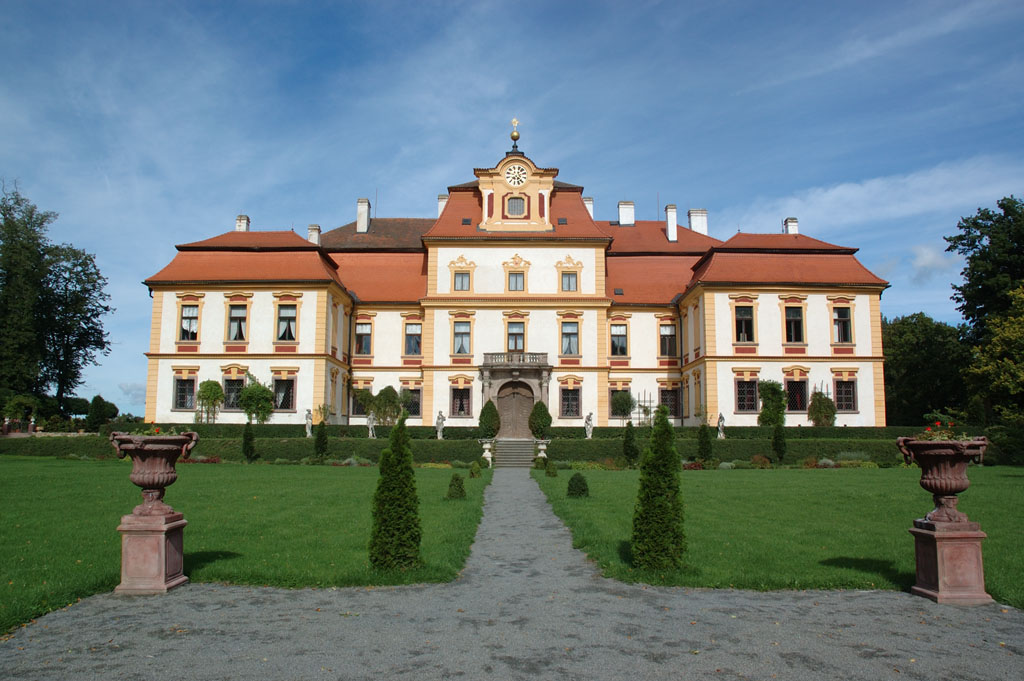
Schloss Jemniště, Mittelböhmen

## Angehörige
Heinrich Franz Graf von Rottenhan hatte:
- den jüngeren Bruder Heinrich Karl Wilhelm Graf von Rotenhan (* 1739, † 14. April 1800), 1787 bis 1800 Probst der Benediktinerabtei Sankt Burkard in Würzburg,
- und aus der zweiten Ehe seines Vaters mit Juliane, geborene Marschalk von Ostheim  die Halbgeschwister
  - Friedrich Philipp Christoph Graf von Rottenhan (* 1749, † 1798)
  - Friederike Maria Charlotte (* 1752),
  - Johanna Wilhelmine Susanne (* 1753) und
  - Maria Karolina Eleonore (* 1754).

Seine Nachkommen aus der zweiten Ehe mit Maria Gabriele Czernin von Chudenitz waren zwei Töchter.
- Die erste, Maria Isabella von Rottenhan (* 6. Juli 1774 in Prag, † 14. Februar 1817 in Prag) heiratete am 12. Oktober 1799 in Prag Johann Nepomuk Joseph Graf Chotek von Chotkowa und Wognin (* 1767, † 1824), einen königlich böhmischen Gubernialbeamten und Ehrenbürger von Prag.
- Die zweite Tochter Gabriela Maria Theresia von Rottenhan (* 16. Januar 1784, † 21. März 1863 in Prag), brachte die Herrschaft Rothenhaus (Červený Hrádek (Jirkov)),  Preßnitz (Prisecnice) und Schloss Hauenstein (Zamek Horni Hrad) als Erbin in die Ehe, geschlossen am 15. Juli 1806 mit Georg Franz August von Buquoy (* 1781, † 1851), seit 1803 Erbe der Fideikommissherrschaften Gratzen (Nové Hrady) und Rosenberg (Rožmberk nad Vltavou), ein. Das Ehepaar wurde Begründer der Stammlinie der Buquoy-Rottenhan, die im Bergbau im böhmischen Teil des Erzgebirges im 19. Jahrhundert eine bedeutende Rolle spielten.